# Papageibreitrachen
Der Papageienbreitrachen (Psarisomus dalhousiae) ist ein asiatischer Sperlingsvogel.

## Merkmale
Der 28 cm lange Papageibreitrachen wird 50–60 g schwer. Er ist ein kleiner, gedrungen wirkender Vogel mit langem Schwanz, großem Kopf und kurzem, breitem Schnabel und kurzen Beinen. Das vorwiegend grüne Gefieder weist eine schwarze Haube, ein gelbgrünes Gesicht, eine gelbe Kehle und ein weißes Halsband auf. Der Schwanz ist blau gefärbt.

## Vorkommen
Das Verbreitungsgebiet des Papageienbreitrachens erstreckt sich vom östlichen Himalaya über Südostasien bis nach Borneo und Sumatra. Er lebt in Bergregenwäldern, subtropischen Wäldern, in Bambusdickichten, aber auch in Sekundärwäldern.
Der Papageibreitrachen gilt laut IUCN als häufig und nicht gefährdet.

## Verhalten
Der Papageienbreitrachen ist ein geselliger Vogel, der außerhalb der Brutzeit in kleinen Trupps durch die Wälder zieht. Er ernährt sich von Insekten, die er entweder im Flug oder im Geäst der Bäume fängt. 

## Fortpflanzung
In ein großes, birnenförmiges und an einem Ast hängendes Nest aus Zweigen und Gräsern, mit überdachtem seitlichen Eingang werden fünf bis sechs Eier gelegt. Beide Elternvögel beteiligen sich am Nestbau und an der Aufzucht der Jungen.